# Nameisis
Nameisis (también Nameitis, Namejs o Nameyx apodado el viejo) (m. 1281) fue uno de los caudillos más carismáticos e influyentes de los semigalianos, uno de los clanes bálticos en el siglo XIII y un feroz opositor y hábil estratega frente a las embestidas de los cruzados de la Orden Teutónica. Según la Crónica rimada de Livonia llegó a ser considerado rey de Zemgale (latín: Nameise Rex Semigallorum), logrando unificar a los semigalianos para liderar una ofensiva contra los alemanes, especialmente cruentas en 1279 y 1287.
El 6 de junio de 1272 fue uno de los principales líderes de Zemgale en negociar un tratado de paz con la Orden Livona y el arzobispo de Riga. Conforme el tratado, los cruzados llegaron a recaudar impuestos tres veces al año; a partir de ahí se desencadena una ola de violencia y oposición contra la ocupación teutónica y en otoño de 1279 los semigalianos lanzan un ataque desesperado al mismo corazón de las fuerzas de ocupación en Riga, que Nameitis vence gracias a una red de espionaje que le advertía de antemano los movimientos de los alemanes. 
En 1281 los cruzados atacaron de nuevo, con refuerzo de 14.000 soldados lanzaron toda su máquina de guerra sobre Tērvete pero Nameitis mantuvo su ventaja. Al final se llegó a un nuevo acuerdo de paz logrando que los semigalianos conservasen sus propias fortalezas aunque debían pagar tributo a los alemanes. La orden manifestó presuntamente su satisfacción por el acuerdo e invitaron a los líderes semigalianos a una celebración, aprovechando esa oportunidad para asesinarlos. Nameitis se libró de la matanza y emigró al Gran Ducado de Lituania donde se unió al gran duque Traidenis de Kernavé (m. 1282), para luchar contra los cruzados, como las crónicas contemporáneas cesan abruptamente mencionar su figura, es probable que muriese en el campo de batalla.

## Cultura popular
Nameitis es objeto de culto en la literatura popular de Letonia como símbolo de lucha por la libertad nacional. Entre las obras más celebradas se encuentran "Karalis Nameitis" (1925) de Edvarts Virza, "Nameja gredzens" (1931) de Aleksandrs Grīns y la tetralogía "Degošais pilskalns" de Louis pura.